# MAAWG
Le MAAWG (Message Anti-Abuse Working Group) est un groupe de travail international de lutte contre les abus de la messagerie électronique comme le spam et autres menaces de ce moyen de communication.